# موزه سمیه
موزه سُمَیه (به اسپانیایی: Museo Soumaya) موزه‌ای در مکزیکو سیتی، پایتخت کشور مکزیک است که حاوی «مجموعه خصوصی» کارلوس اسلیم است. در این موزه، بیش از ۶۰هزار اثر هنری که عمدتاً آثار اروپایی و مکزیکی را شامل می‌شود، به نمایش گذاشته شده‌اند.
موزه سُمَیه در میدان لرتو و میدان کارسو مکزیکو سیتی واقع شده‌است.
کارلوس اسلیم این موزه را به یاد همسر درگذشته‌اش، سمیه جمایل ساخت. بازدید از این موزه رایگان است.

## آثار برجسته
مجسمهٔ معروف مرد متفکر اثر آگوست رودن، مجسمه نوازنده ترومپت، ساخته سالوادور دالی، مجسمه عشق پنهانی، ساخته آنتونیو روستی و تعدادی از برجسته‌ترین آثار هنرمندانی چون پل سزان، کلود مونه و لئوناردو دا وینچی در این موزه نگهداری می‌شوند.